# Freie Deutsche Jugend
Freie Deutsche Jugend (FDJ, Vrije Duitse Jeugd) is een Duitse communistische jeugdbeweging. De FDJ werd in 1936 opgericht. De FDJ was toen een illegale jeugdbeweging, omdat alleen de Hitlerjugend was toegestaan. De FDJ had haar hoofdkantoren in het buitenland, eerst in Parijs (1936), Praag (1938) en daarna in Groot-Brittannië (1938-1945).
Na de Tweede Wereldoorlog kon de FDJ openlijk en legaal in zowel West-Duitsland als in Oost-Duitsland opereren. In beide delen van Duitsland was de FDJ nauw gelieerd aan de communistische partij, de Kommunistische Partei Deutschlands (KPD).

## Bondsrepubliek (West-Duitsland)
De FDJ in West-Duitsland werd enige maanden vóór de Oost-Duitse FDJ opgericht. De ouders van de FDJ-leden waren veelal lid van de KPD of actief in de vakbond. In de Bondsrepubliek werd de Freie Deutsche Jugend door de regering van Konrad Adenauer tegelijk met de KPD in 1951 verboden. In 1952 werd FDJ-lid Phillip Müller door een politieagent gedood, tijdens een op rellen uitgelopen verboden vredesdemonstratie waarbij veel andere FDJ'ers opgepakt werden. De schietende agent werd vervolgd, maar bij een rechtszaak vrijgesproken omdat hij uit noodweer zou hebben gehandeld.

## DDR (Oost-Duitsland)
Na de oprichting van de DDR in 1949 werd de FDJ daar de officiële jeugdbeweging. Veel communistische en socialistische jongeren werden lid van de FDJ, alhoewel de FDJ officieel onafhankelijk was van de SED. (Ter illustratie, CDUD-leider Gerald Götting was in zijn jeugd ook een FDJ'er, evenals de latere bondskanselier Angela Merkel.) Toch was de leer van de FDJ die van het marxisme-leninisme. In de jaren tachtig was ruim 85 % van de jongeren in de DDR lid van de FDJ. Hoewel het lidmaatschap in naam vrijwillig was hadden niet-leden grote problemen bij de keuze van opleiding en werk. Bovendien werd via de leerkrachten forse druk uitgeoefend om lid te worden van de FDJ.
De FDJ in de DDR maakte deel uit van het Nationaal Front en had 50 vertegenwoordigers in de Volkskammer (parlement). De FDJ-leiding organiseerde vaak tripjes naar andere Oost-Europese landen (via het Jugendtourist-reisbureau).
Voor de kleine kinderen in de basisschoolleeftijd bestond er de Thälmann Pioniers. Daarna konden ze doorstromen naar de FDJ.
Tijdens het bezoek van Gorbatsjov aan Oost-Berlijn ter ere van het 40-jarig bestaan van de DDR (6 oktober 1989), hield de FDJ een fakkeloptocht. In plaats van het zingen van de gebruikelijke hymnen, riepen zij "Gorbi (d.i. Gorbatsjov) help ons." Hieruit bleek dat ook veel FDJ-jongeren veranderingen wilden.
Sinds de Duitse Hereniging opereert de FDJ in heel Duitsland, maar leidt het een marginaal bestaan. Van een ledental van 2,3 miljoen die de FDJ in 1989 had is het teruggevallen tot een ledental van 200. De FDJ heeft geen officiële connecties met de voormalige communistische PDS.

### Bestuur
Het bestuur van de FDJ was in handen van de Centrale Raad van de FDJ (Zentralrat der FDJ). De eerste secretaris (1. Sekretär) van de Centrale Raad was de hoogste FDJ-functionaris. Hoewel niet alleen communisten lid konden worden van de FDJ, maar ook leden van andere partijen en massaorganisaties in de DDR, werden de sleutelposities binnen de FDJ ingenomen door SED'ers.
De bekendste eerste secretarissen van de Centrale Raad van de FDJ waren Erich Honecker (1946-1955) en Egon Krenz (1973-1983). Beiden waren lid van de SED.

### Zetels
Sinds de oprichting in 1949 tot het einde van de DDR in 1990 was de FDJ in de Volkskammer (Oost-Duits parlement) vertegenwoordigd. De FDJ had een eigen fractie. Bijna alle FDJ'ers waren tevens lid van de SED, waardoor de communistische invloed in de Volkskammer nog werd versterkt. Twee FDJ'ers waren echter partijloos en één was er lid van de Christlich-Demokratische Union Deutschlands (Christelijk-Democratische Unie van Duitsland, CDUD).
Aan de eerste en enige vrije Volkskammerverkiezingen van 18 maart 1990 deed de FDJ niet mee.
Overzicht
| Jaar | fractieleden | naar partij                  |
| ---- | ------------ | ---------------------------- |
| 1950 | 25           | -                            |
| 1954 | 29           | -                            |
| 1958 | 29           | -                            |
| 1963 | 40           | 37 SED, 1 CDUD, 2 partijloos |
| 1967 | 40           | 37 SED, 1 CDUD, 2 partijloos |
| 1971 | 40           | 37 SED, 1 CDUD, 2 partijloos |
| 1976 | 40           | 37 SED, 1 CDUD, 2 partijloos |
| 1981 | 40           | 37 SED, 1 CDUD, 2 partijloos |
| 1986 | 37           | -                            |

### Krant
De krant van de FDJ was Junge Welt. Deze krant werd op 12 februari 1947 opgericht. Aanvankelijk volgt Junge Welt trouw de officiële lijn van de communistische partijleiding, maar vanaf oktober 1989 verschenen er ook kritische artikelen over de partij- en staatsleiding in de krant. Junge Welt had een oplage van meer dan 1 miljoen (1989) en werd meer gelezen dan de SED-krant Neues Deutschland.

## Eerste secretarissen
| Persoon                | periode                    | partij               |
| ---------------------- | -------------------------- | -------------------- |
| Adolf "Appel" Buchholz | 8 mei 1938 - maart 1942    | KPD                  |
| Horst Brasch           | 12 april 1942 - eind 1945  | partijloos; 1944 KPD |
| Alfred Kleeberg        | eind 1945 - zomer 1946     | KPD; april 1946 SED  |
| Erich Honecker         | 7 maart 1946 - 27 mei 1955 | KPD; april 1946 SED  |
| Karl Namokel           | mei 1955 - mei 1959        | SED                  |
| Horst Schumann         | mei 1959 - mei 1967        | SED                  |
| Günther Jahn           | mei 1967 - 1974            | SED                  |
| Egon Krenz             | 1974 - 1983                | SED                  |
| Eberhard Aurich        | 1983 - 24 november 1989    | SED                  |
| Frank Türkowsky        | 1989 - 1990                | SED                  |
| Birgit Schroder        | 1990 - 1991                | SED                  |
| Jens Rücker            | 1991 - 1995                |                      |
| Andrea Grimm           | 1995 - 2002                |                      |
| Ringo Ehlert           | 2002 - 2020                |                      |
| Kattrin Kammrad        | 2020 -                     |                      |